# متعددة البلورات

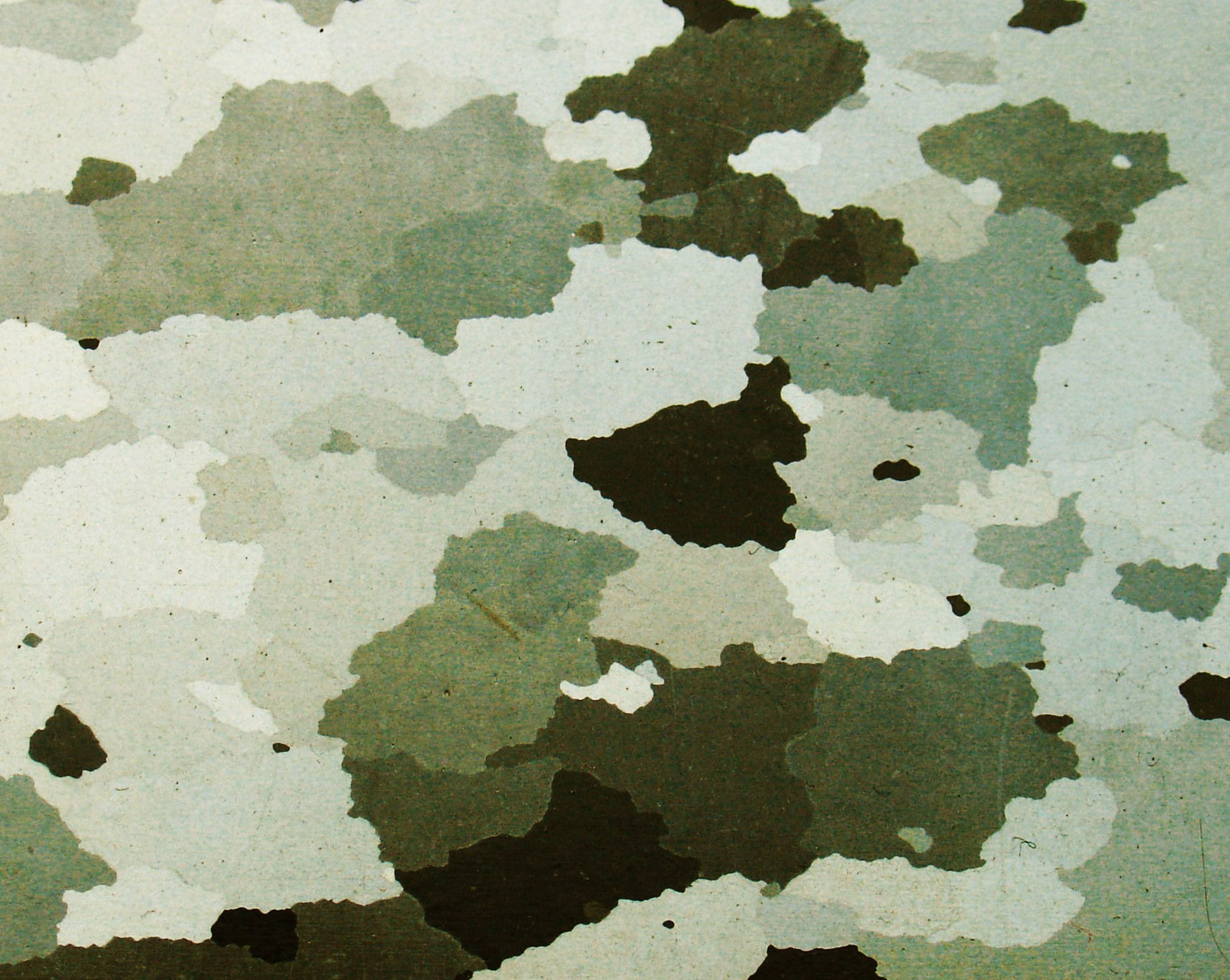
صورة لحبيبات كثيرة البلورات في الحديد الصلب.

المواد متعددة البلورات أو عديدة البلورات[بحاجة لمصدر] (بالإنجليزية: Polycrystalline)‏ هي مواد مكونة من حبيبات بلورية كثيرة لها أحجام مختلفة وعشوائية التوزيع . يمكن عن طريق ضبط عملية التبلور التوصل إلى تقليل عشوائية التوزيع بحيث تنتظم البنية البلورية ونحصل على ما يسمى بلورة أحادية.
- تبين الصورة المجاورة تكون الحديد الصلب من حبيبات ، تشكل كل منها بلورة أحادية ، وتتوزع فيه البلورات الأحادية توزيعا عشوائيا بالنسبة للاتجاه .

ويعتبر معظم المعادن والسيراميك موادا عديدة البلورات  ، وكثيرا ماتسمى البلورات الأحادية الصغيرة فيها بالحبيبات . ويمكن تصور كثيرة البلورات عند طحن بلورة أحادية ، فكومة المسحوق تشكل مادة عديدة البلورات .
تتكون بنية عديدة البلورات من مادة صلبة تتبلور عند تبريدها مكونة حبيبات في نسيجها . وتسمي حدود التقابل بين الحبيبات فيها بحدود الحبيبات grain boundaries.

### التطبيقات
تستخدم المواد متعددة البللورات في حياتنا اليومية باستمرار فهى تدخل تقريبا في جميع نواحى الحياة
- البلاستيك يدخل في تصنيعه مواد عديدة البللورات وهو مستخدم بكثرة في المنازل مثل الاكياس والكراسى ومستلزمات المطبخ البلاستيكية ولعب الاطفال ومواسير المياه PVC وايضا مواسير البلاستيك الخاصة بالتمديدات الكهربية للكابلات
- الالياف الصناعية الفيبر والتى تستخدم في صناعة الملابس والاغطيبة الفايبر (البطانية او اللحاف) كما يدخل في صناعة بطانة اللاريكة والكراسى وخلافه
- المطاط والذى يستخدم في كثير من التطبيقات منها اطارات السيارات ويستخدم ايضا في عزل الكالات الكهربية
- الواح الطاقة الشمسية متعددة البللورات والتى تستخدم لتحويل طاقة الشمس الى طاقة كهربية

## أقرأ أيضا
- بلورة أحادية
- بنية بلورية
- نظام بلوري
- نظام بلوري مكعب
- مادة لابلورية